# Барнабаш Шимон
Барнабаш Шимон (угор. Simon Barnabás, нар. 13 лютого 2004, Сомбатгей) — угорський футболіст, воротар клубу «Пакш». Виступав також за клуби «Галадаш» і «Діошдьйор».

## Клубна кар'єра
Барнабаш Шимон народився 2004 року в місті Сомбатгей, та є вихованцем футбольної школи місцевого клубу «Галадаш». У 2020 році воротаря перевели до основної команди клубу, проте за рік в основному складі «Галадаша» так і не зіграв. У 2021 році футболіст перейшов до складу клубу «Пакш», у якому став запасним воротарем. На початку 2025 року Шимона віддали в оренду до клубу «Діошдьйор», з якої гравець повернувся до «Пакша» в середині 2025 року.

## Виступи за збірні
У 2021 році Барнабаш Шимон дебютував у складі юнацької збірної Угорщини віком гравців до 17 років, за яку зіграв 3 гри, пропустивши 6 голів. У складі юнацьких збірних різного віку Шимон грав до 2024 року, в якому грав за юнацьку збірну Угорщини віком гравців до 20 років, за яку зіграв 1 матч.